# Ганин, Владимир Анатольевич
Владимир Анатольевич Ганин (род. 12 апреля 1974, Тюмень) — российский хоккеист, защитник.

## Биография
Уроженец Тюмени, воспитанник нижнетагильского «Спутника». В сезоне-1992/93 играл за «Кедр» Новоуральск, в следующем сезоне был в составе тюменского «Рубина-2». Сезон-1994/95 провёл в «Спутнике», четыре сезона отыграл в «Рубине» в МХЛ и Суперлиге — 90 матчей. В переходном турнире сезона-1998/99 и следующем сезоне был в «Спутнике», затем играл за «Заполярник» Норильск (2000/01), «Кедр» (2001/02), за «Брест» в чемпионате Беларуси 2002/03.